# Pelte

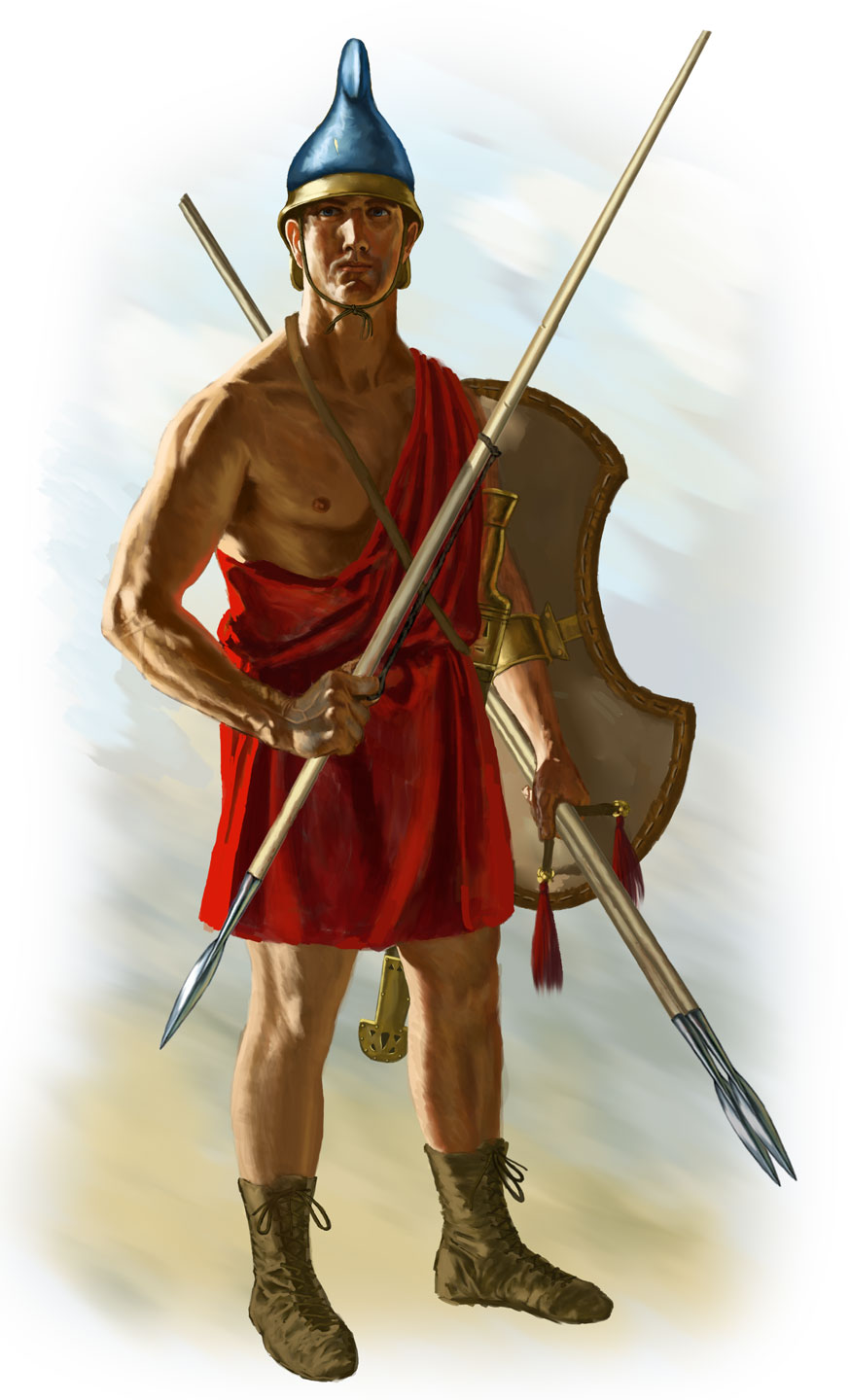
Ein Peltast mit Pelte-Schild und Speeren

Pelte (altgriechisch πέλτη péltē, dorisch πέλτα pélta) bezeichnet einen antiken Schild (Schutzwaffe); ihr verdankt eine griechische Militäreinheit ihren Namen: die Peltasten. Die Pelte ist ab dem 4. Jahrhundert v. Chr. belegt, über ihren Ursprungsort besteht aber keine Einigkeit. Viele Forscher vermuten Griechenland, wo Pelten auch später verwendet wurden, aber ebenso ist Thrakien möglich, da sich die Pelte in der thrakischen und skythischen Kunst findet. Ebenfalls verwendeten persische Einheiten sie als Schild.
Die Pelte war in der Regel aus Zweigen geflochten, ihr Rand mit Leder verstärkt und der gesamte Schild mit Fell überzogen. Sie hatte oft einen Ledergurt, um sie auf dem Rücken zu tragen. Die Form der Pelte war nicht einheitlich, der griechische Schriftsteller Xenophon beschreibt sie im frühen 4. Jahrhundert v. Chr. als rund, griechische Vasenmalereien zeigen aber auch ovale Schilde. Der griechische Philosoph Aristoteles erwähnt sie im 4. Jahrhundert v. Chr. als sehr leichten Schild und daher gut geeignet für leichtbewaffnete Fußtruppen und Speerwerfer.
Die halbmondförmige Pelte (pelta lunata) wird bei Vergil als Waffe der Amazonen genannt. Von einer Sonderform des Amazonenschildes zeugt auch Plinius, der die pelta Amazonica kennt. Eine neuzeitliche Rezeption dieser halbmondförmigen Schildform setzt mit der Heraldik der italienischen Renaissance ein, heute ist der Schild im Wappen von Chakassien zu finden.